# Леммер
Леммер (нід. Lemmer) — місто в нідерландській провінції Фрисландія на узбережжі штучного прісного озера Ейсселмер. Входить до муніципалітету Фріске-Маррен. Його населення станом на 2017 рік складало 10225 осіб.

## Визначні уродженці
- Сібе Шаап (нар. 1946) — нідерландський політик та філософ
- Епке Зондерланд (нар. 1986) — нідерландський гімнаст, олімпійський чемпіон

## Галерея

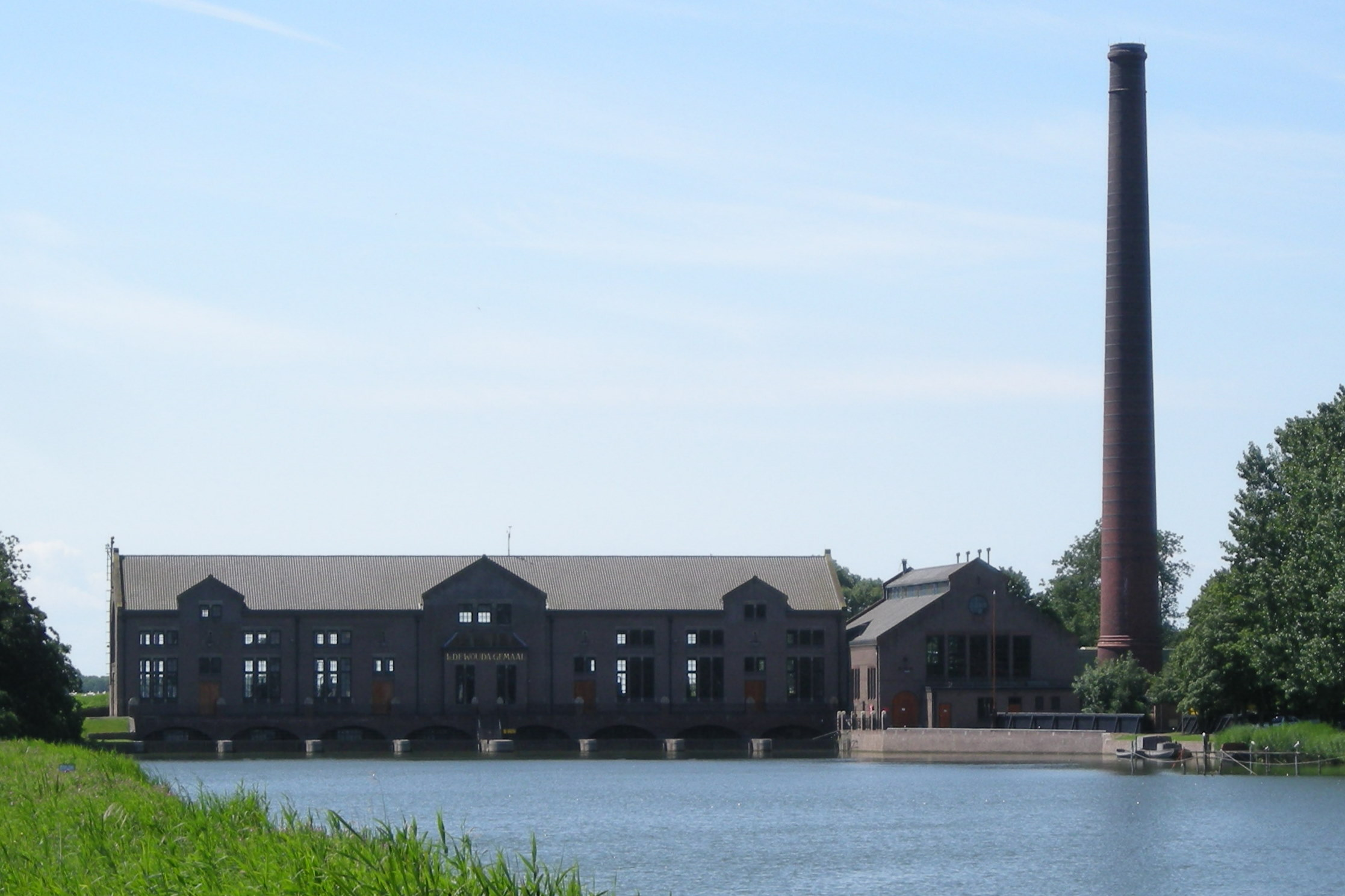
Насосна станція
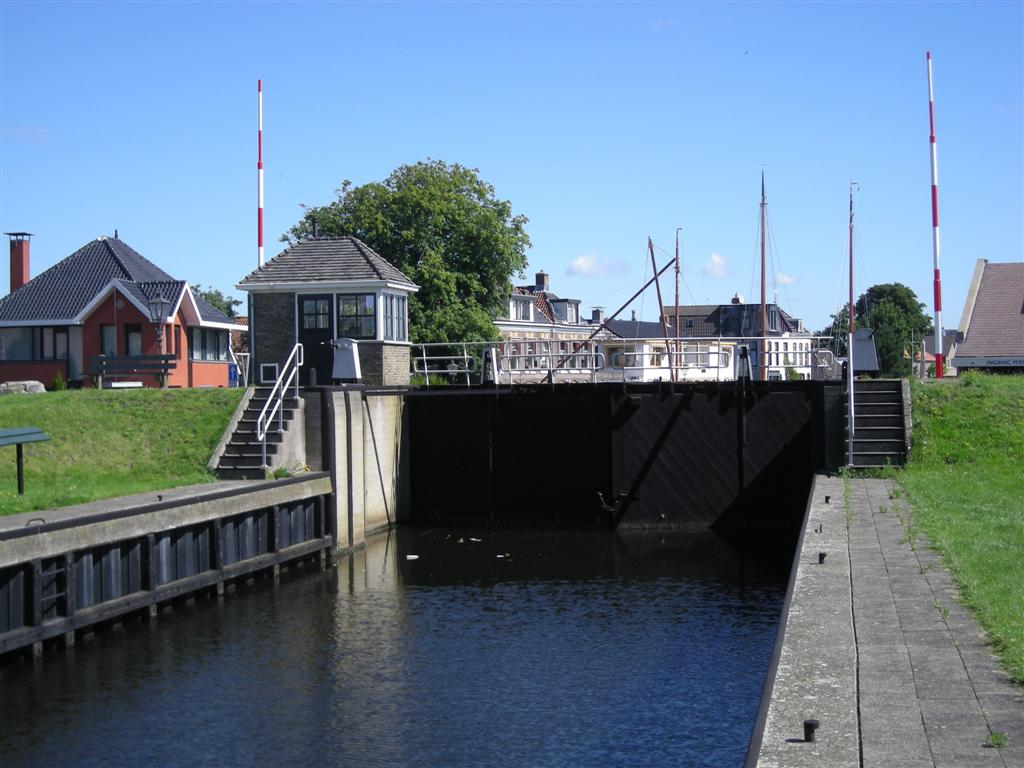
Шлюз у місті
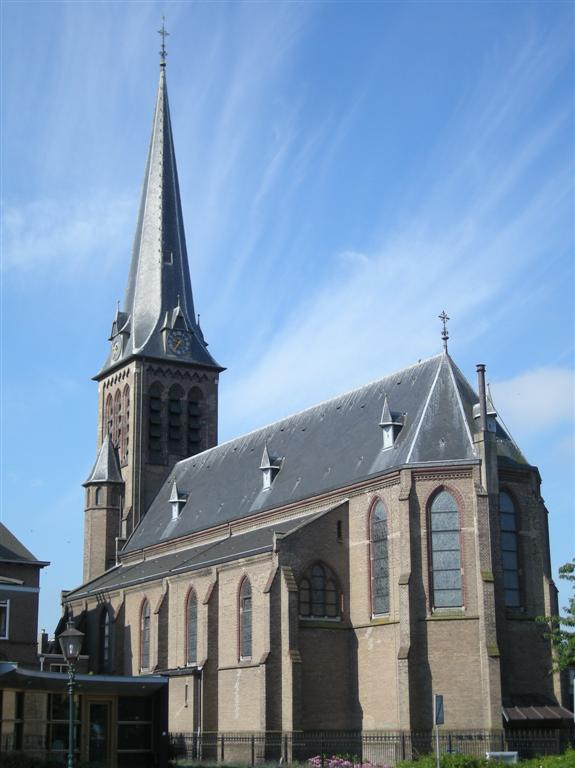
Церква св. Вілліброрда
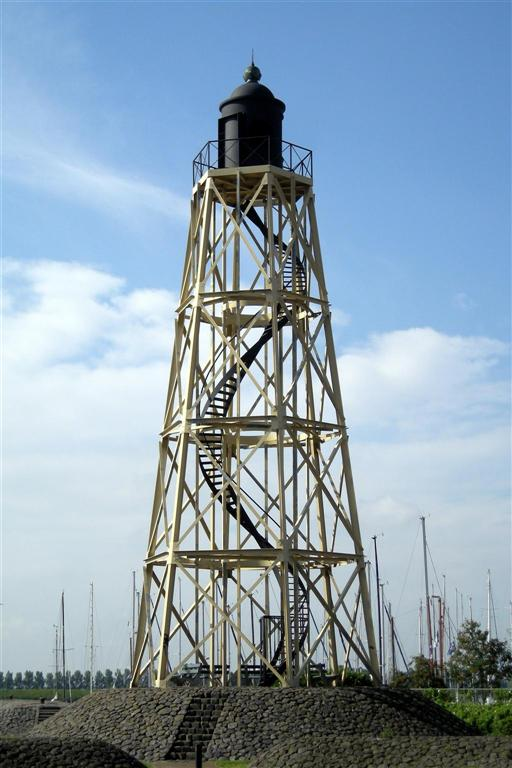
Маяк у Леммері